# 托雷斯市

托雷斯市（西班牙語：Municipio Torres），是委內瑞拉的一個市，位於該國西部拉臘州，首府設於卡羅拉，面積6,954平方公里，2007年人口188,188，該市人口密度每平方公里27人。